# Barrio Sur

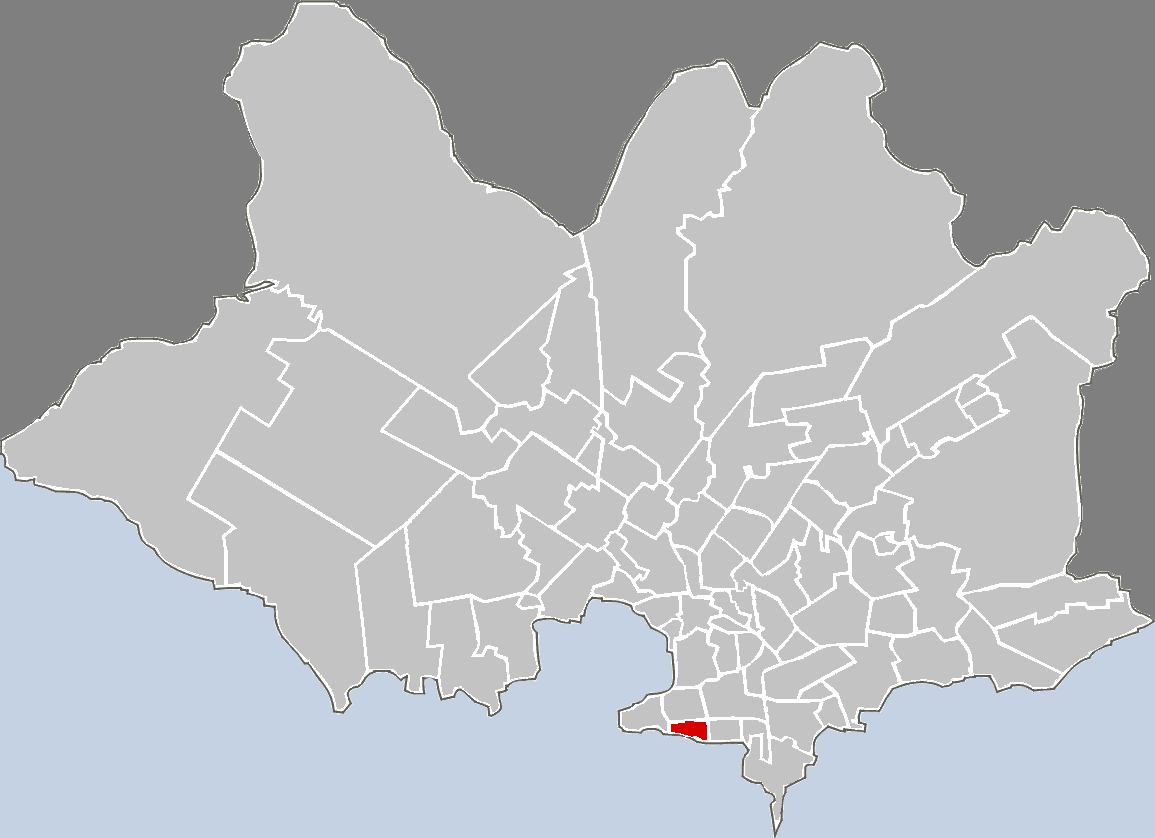
Lage des Barrio Sur in Montevideo

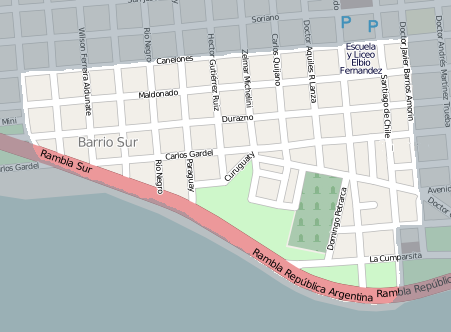
Plan des Barrio Sur

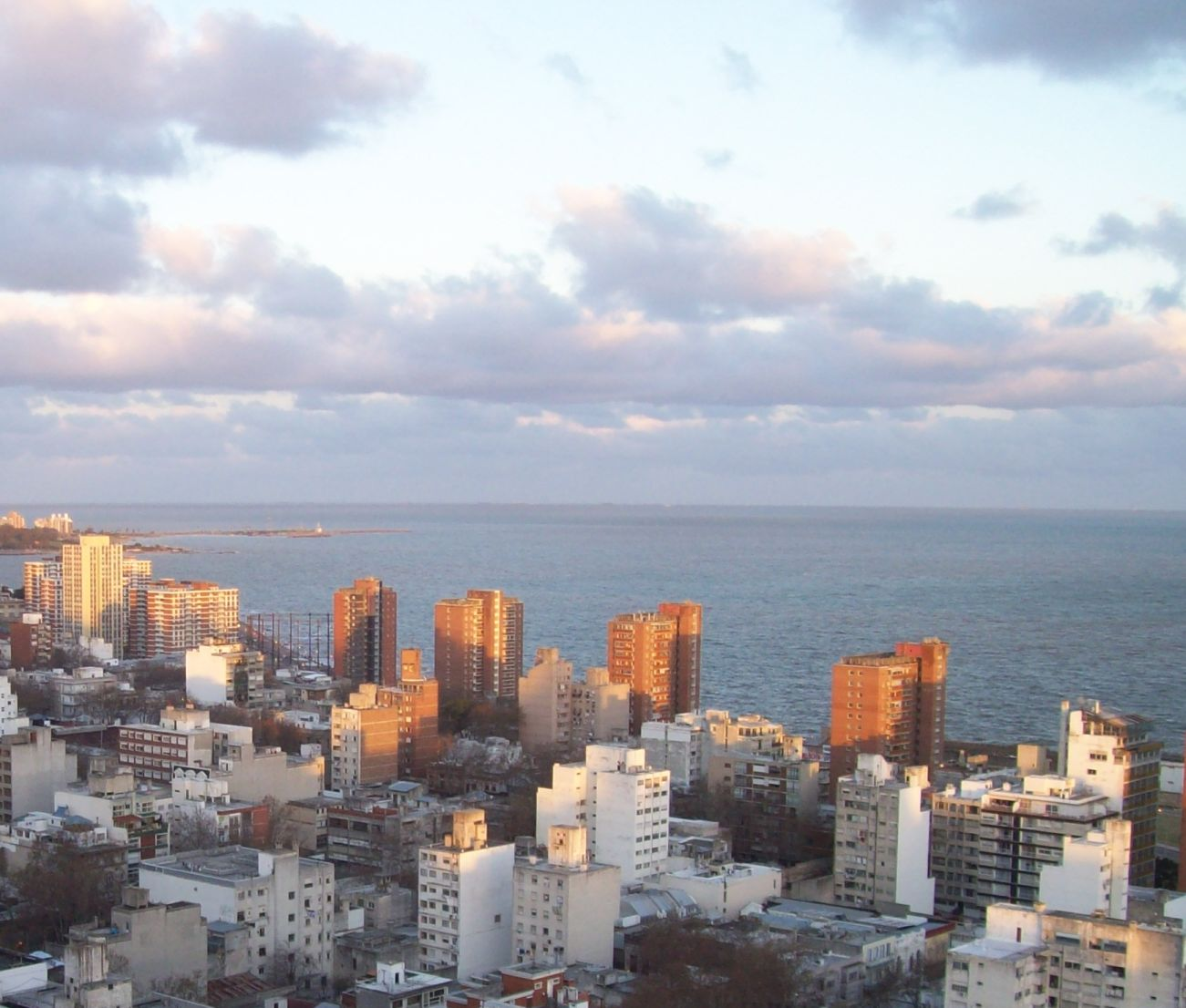
Barrio Sur (Blick aus Richtung der Ciudad Vieja)

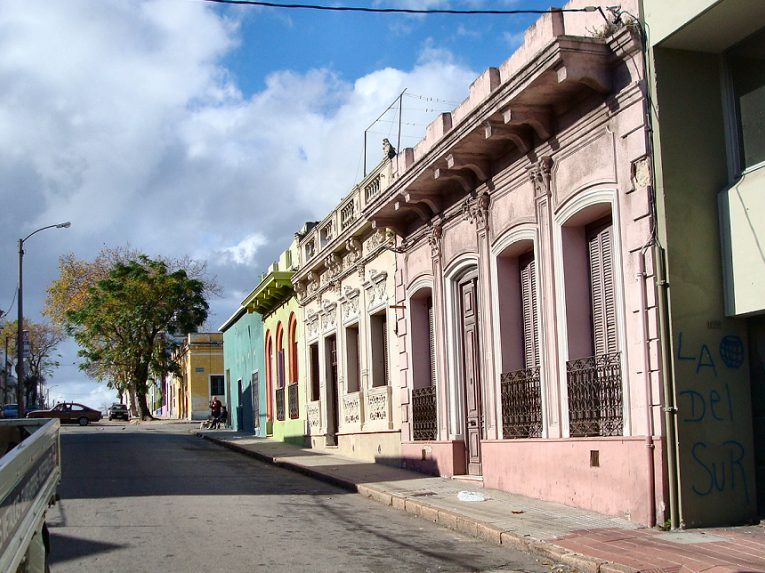
Straße im Barrio Sur

Barrio Sur ist ein Stadtviertel (Barrio) der uruguayischen Hauptstadt Montevideo.

## Lage
Es befindet sich im Süden der Stadt. Westlich des Barrio Sur befindet sich abgegrenzt durch die Calle Andes die Ciudad Vieja, die Altstadt Montevideos. Im Norden schließt das Centro an, während im Osten Palermo das Stadtgebiet fortführt. Hier bilden jeweils die Calle Canelones und die Calle Dr.J. Barrios Amorin bzw. die Santiago de Chile die Grenze des Stadtviertels. Nordöstlich ist zudem das Barrio Cordón gelegen. Südlich wird das Barrio Sur von der dort gelegenen Küste des Río de la Plata begrenzt. Hier führt die Rambla República Argentina entlang. Das Gebiet des Barrio Sur ist dem Municipio B zugeordnet.

## Einwohner
Derzeit sind hier 11.980 Einwohner zu verzeichnen.(Stand: 2005)

## Geschichte und Beschreibung
Das Barrio Sur ist ein Stadtviertel, das überwiegend Bewohnern aus ärmeren Bevölkerungsschichten der Arbeiterklasse eine Heimat bietet. In diesem Stadtteil Montevideos, der der erste war, der nach dem Abbruch der Stadtmauern im 19. Jahrhundert außerhalb des ursprünglichen Stadtgebiets der Altstadt entstand, siedelten sich Einwanderer aus Spanien, Italien, Afro-Uruguayer und später auch Einwohner jüdischer Abstammung an. Auch aus dem Landesinneren in die Hauptstadt ziehende Menschen fanden hier eine Heimat. Das Barrio gilt als Geburtsort des uruguayischen Karnevals und dem mit diesem verbundenen Candombe, der insbesondere von den schwarzen Bewohnern Uruguays beeinflusst wurde. In der Bebauung geprägt von niedrigen Häusern im Kolonialstil, wurden in der zweiten Hälfte des vergangenen Jahrhunderts an der Küstenlinie zudem mehrstöckige Appartementhäuser errichtet. Die originäre Wohnform bildeten lange Zeit die Conventillos bzw. Inquilinatos. Hervorzuheben ist hierbei vor allem das im Jahr 1885 errichtete, aufgrund seiner enormen Größe Medio Mundo genannte, aus 52 Räumen bestehende Conventillo de Cuareim. Dieses überwiegend von Schwarzen bewohnte Gebäude wurde auch als Tempel des Candombe bezeichnet und verfügte mit der Morenada über eine eigene Karnevalsgruppe. Bereits 1911 gab es Bestrebungen, die Conventillos per Gesetz zu schließen. Im Rahmen der zivil-militärischen Diktatur Ende der 1970er Jahre wurde sodann mit Gesetz vom 8. Oktober 1979 der Abriss von 57 Häusern verfügt, wozu auch das Medio Mundo zählte. Ein weiteres Conventillo, das den Abrissbaggern zum Opfer fiel, war das Conventillo Ansina. Die Beseitigung dieser Bauten hatte seine Ursachen neben stadtplanerischen Gründen vor allem in der Baufälligkeit dieser Gebäude und wiederholt vorkommenden Gebäudeeinstürzen. So ereignete sich am 6. Oktober 1978 im Barrio Sur in dieser Hinsicht eine Tragödie, bei der 19 Menschen in den Trümmern eines von insgesamt drei an diesem Tage kollabierenden Häusern starben.
Im Juli 1990 wurde die Calle Carlos Gardel und einige der Nebenstraßen unter dem damaligen Bürgermeister und späteren Präsidenten Tabaré Vázquez zum schützenswerten Kulturgut, dem sogenannten Patrimonio Cultural erklärt.

## Infrastruktur und Sehenswürdigkeiten

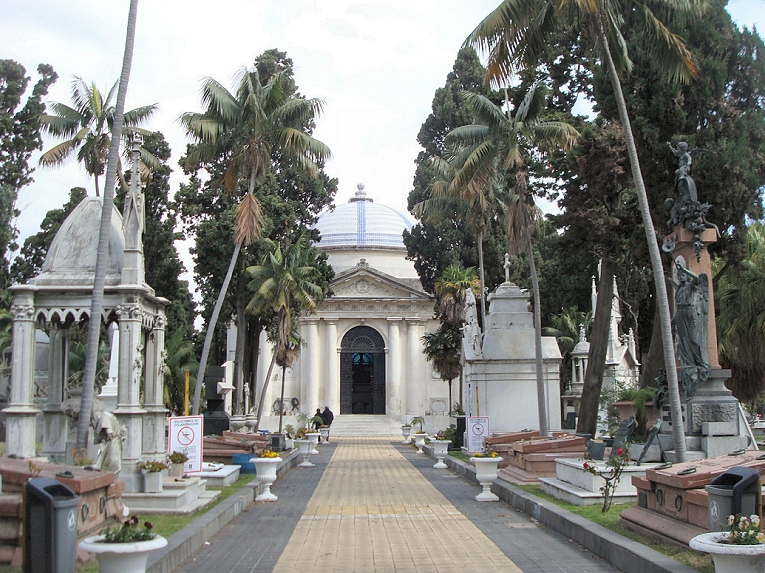
Zentralfriedhof Montevideo

Im Barrio Sur befindet sich der Zentralfriedhof von Montevideo (Cementerio Central) mit dem Panteón Nacional, der Palacio Durazno und auch die Botschaft der Bundesrepublik Deutschland hat hier ihren Sitz. Wichtige Straßen sind die Calle Curuguaty und die Calle Carlos Gardel. Zudem existiert seit jüngerer Zeit eine etwa drei Stunden in Anspruch nehmende, Ruta del Tambor genannte touristische Route durch das Viertel, die zu sieben bedeutsamen Stellen des Viertels führt.
Geplant ist ein Umbau der Compañía del Gas.